# جان يوهانسون
جان يوهانسون (بالسويدية: Jan Johansson)‏ هو ملحن وعازف قيثارة سويدي، ولد في 24 فبراير 1958 في سكيلفتيا في السويد.